# 克羅默 (加利福尼亞州)
克羅默（英語：Cromir）是位於美國加利福尼亞州弗雷斯諾縣的一個非建制地區。該地的面積和人口皆未知。

## 地理
克羅默的座標為36°48′16″N 120°25′19″W / 36.80444°N 120.42194°W，而該地的平均海拔高度為50米（即164英尺）。